# Mathieu-Bernard Goudin
Mathieu-Bernard Goudin (* 14. Januar 1734 in Paris; † 9. Mai 1817 ebenda) war ein französischer Mathematiker und Astronom.

## Leben
Mathieu-Bernard Goudin erhielt seine gelehrte Bildung bei den Jesuiten und schloss mit Achille Pierre Dionis du Séjour, einem gleichgesinnten Mitschüler, enge Freundschaft, die bis zu Dionis du Séjours Tod (1794) andauerte. Beide waren für den Beamtenstand bestimmt, beide neigten aber mit besonderer Vorliebe zu den mathematischen Wissenschaften und traten bald nach dem Abschluss ihrer Studien im Collège mit ihrer ersten gemeinsamen Arbeit hervor, die unter dem Titel Traité de courbes algébriques (Paris 1756) erschien. Durch den Erfolg dieses Werks ermutigt ließen sie ihm zwei weitere folgen:
- Recherches sur la gnomonique, les rétrogradations des planètes et les éclipses du soleil, Paris 1761
- Traité des propriétés communes à toutes les courbes; suivi d’un mémoire sur les éclipses du soleil, Paris 1778; 2. vermehrte Auflage, Paris 1788

Die zuletzt genannte Schrift, die sich die Aufgabe stellt, den Lösungsweg zu zeigen, wie die Transformation der algebraischen Gleichungen auf eine allgemeinere Weise als die bislang meist angewandte zu bewirken sei, wird von Jean-Étienne Montucla, dem Geschichtsschreiber der Mathematik, als ein Muster der Gründlichkeit und Genauigkeit gepriesen. Dionis du Séjour erntete indessen fast allein den Ruhm, während Goudin ruhig und ohne seinem Freund neidig zu sein, eine Stelle beim Cour des Aides versah und seine Freizeit mit der Lösung mathematischer Aufgaben zubrachte. Er wurde wegen seiner eifrigen Dienstleistung schon nach wenigen Jahren zum Mitglied des großen Rats (Grand conseil) ernannt und war bereits zum Rat am Parlament vorgerückt, als 1789 die Französische Revolution ausbrach und ihn nicht nur seiner einträglichen Stellen beraubte, sondern auch sein eigenes Vermögen deutlich verminderte.
Mehr als dieser Verlust betrübte Goudin der 1794 erfolgte Tod seines Freunds und er zog sich kurz danach auf sein Landgut Torcy in Brie zurück, um ganz der Wissenschaft zu leben. Hier beendete er sein Mémoire sur les usages de l’ellipse dans la trigonométrie sphérique (Paris 1797) und besorgte eine Gesamtausgabe seiner bisher erschienenen Schriften (Œuvres mathématiques et astronomiques …, Paris 1799) unter seinem eigenen Namen, wodurch er erst seinen Ruf als Mathematiker und Astronom öffentlich begründete. Da die Zeitverhältnisse nun genügende persönliche Sicherheit boten, siedelte er wieder nach Paris über, um mehr im Zentrum der wissenschaftlichen Institutionen zu sein. Er edierte eine fünfte verbesserte Ausgabe des Mémoire sur les éclipses du soleil unter dem Titel Éclipses du soleil calculées en prenant pour premier méridien celui de Paris (Paris 1806) mit genauer Vorhersage aller Einzelheiten jener Sonnenfinsternis, die 1847 eintrat. Noch in hohem Alter bewies er seine wissenschaftliche Regsamkeit durch eine kleine Abhandlung (Théorie de la distance d’un point à un autre sur la surface d’un solide de révolution, Paris 1812).  Er starb am 9. Mai 1817 im Alter von 83 Jahren in Paris. Außer den bereits erwähnten Schriften lieferte er auch verschiedene Aufsätze zum unter dem Titel Connaissance des temps regelmäßig erschienenen astronomischen Jahrbuch.